# Wehrmacht-SV Liegnitz
Wehrmacht-SV Liegnitz was een Duitse voetbalclub uit Liegnitz, dat tegenwoordig het Poolse Legnica is.

## Geschiedenis
De legerclub werd in juli 1940 opgericht door de voetballers van het garnizoen dat in Liegnitz gestationeerd was.
Toen de Gauliga Schlesien werd opgesplitst na het seizoen 1941 promoveerde de club naar de nieuwe Gauliga Niederschlesien. WSV werd meteen derde. Na een zevende plaats het volgende seizoen werd de Gauliga nog verder onderverdeeld in vier reeksen in 1943/44. De club werd groepswinnaar en speelde tegen STC Hirschberg voor een ticket voor de finaleronde en verloor na drie wedstrijden.
Na het einde van de Tweede Wereldoorlog moest Duitsland Silezië afstaan aan Polen. De Duitsers werden verdreven en de naam van Liegnitz werd veranderd in Legnica. Alle Duitse voetbalclubs in de streek werden ontbonden.